# Amal Fathy
Pour les articles homonymes, voir Fathy.
Amal Fathy, née Amal Fathy Ahmad Abdeltawab le 1er septembre 1984 au Caire (Égypte), est une personnalité égyptienne, militante de la démocratie et défenseuse des droits de l'homme. Elle est une ancienne militante du Mouvement de la jeunesse du 6 avril et membre de la Commission égyptienne des droits et libertés. Elle a été détenue par les autorités égyptiennes en mai 2018.

## Biographie
Amal Fathy naît et grandit au Caire, en Égypte, et fréquente l'université du Caire. Avant d'obtenir son diplôme, elle rejoint le Mouvement de la jeunesse du 6 avril et s'implique dans la promotion des changements démocratiques dans le pays. Après le coup d'État de 2013 et le massacre de la place Rabia-El-Adaouïa en août 2013, elle quitte la politique et se limite à une observation distante et à des commentaires en ligne. Elle rencontre Mohamed Lotfy (en), le cofondateur de la Commission égyptienne des droits et libertés (ECRF) au Caire, et l'épouse en 2014. Après le mariage, elle se concentre sur sa famille et donne naissance à un fils, Zidane, en août 2015. Alors qu'elle s'occupait principalement de son nouveau-né, son mari, Mohamed Lotfy (en), de nationalité égypto-suisse, développait l'ECRF qui est devenue l'une des plus importantes organisations de défense des droits de l'homme du pays. Il s'est d'abord vu interdire de voyager en Allemagne en juin 2015 et s'est vu confisquer son passeport égyptien à l'aéroport du Caire alors qu'il se rendait en Allemagne pour participer à un débat au Bundestag, le parlement allemand, sur la visite du général Sissi à Berlin.
En janvier 2016, un jeune chercheur italien, Giulio Regeni, est kidnappé, torturé, tué et son corps est retrouvé à la périphérie du Caire le 3 février de la même année. Les avocats de l'ECRF, spécialisés en droit de la famille en Égypte, deviennent officiellement ses avocats et collaborent étroitement avec l'avocat de la famille en Italie. Le harcèlement et l'intimidation à l'encontre de l'ECRF et de Mohamed Lotfy (en) s'intensifient. Le 8 avril 2016, le Premier ministre italien, Paolo Gentiloni, rappelle l'ambassadeur d'Italie au Caire, protestant contre le manque de progrès dans l'enquête des autorités égyptiennes sur les actes de torture et le meurtre de Giulio Regeni. Deux semaines plus tard, Ahmed Abdallah, président du conseil d'administration de l'ECRF, est arrêté à son domicile au Caire le 25 avril 2016. Il n'est libéré que six mois plus tard, après un échange de visites entre les équipes de poursuites égyptiennes et italiennes travaillant sur l'affaire Giulio Regeni.
Tandis que la recherche de la vérité et de la justice pour Giulio Regeni se poursuit, des efforts sérieux sont déployés pour revenir à la « normalité » et donner l'impression aux Italiens, aux Égyptiens et au monde entier que l'affaire est close. L'ambassadeur d'Italie est renvoyé en Égypte en septembre 2017 contre tous les appels lancés par l'Organisation des droits de l'homme, y compris Amnesty International Italie. Pourtant, sous la persistance des équipes juridiques en Égypte et en Italie, l'avocat général égyptien accepte de remettre des milliers de documents d'enquête aux avocats de l'ECRF et à son avocat italien à Gênes. Ceux-ci sont traduits en italien et analysés par les équipes juridiques de la famille de Regeni.
Le 9 mai 2018, Amal Fathy publie une vidéo sur sa page Facebook dans laquelle elle parle de la prévalence du harcèlement sexuel en Égypte et critique l'incapacité du gouvernement à protéger les femmes. Elle critique également le gouvernement pour la dégradation des droits de l'homme, des conditions socio-économiques et des services publics. Amnesty International a examiné la vidéo de douze minutes et a constaté qu'elle ne contenait aucune incitation de n'importe quelle forme, et qu'elle était donc protégée par la liberté d'expression. Le 11 mai 2018, vers 2 h 30 du matin, les forces de sécurité égyptiennes effectuent une descente au domicile d'Amal Fathy et de Mohamed Lotfy (en) à Maadi au Caire et les conduisent au poste de police avec leur enfant de trois ans. Mohamed Lotfy est libéré avec son petit garçon tandis qu'Amal Fathy reste en détention.
Le 29 septembre 2018, Amal Fathy, qui avait déjà passé 141 jours en prison pour avoir publié sa vidéo dénonçant le harcèlement sexuel en Égypte, est condamnée à deux ans d'emprisonnement avec une caution de 20 000 EGP (964 euros) pour suspendre temporairement la peine et à une amende de 10 000 EGP (482 euros). Le 30 septembre 2018, elle fait appel et paye la caution. La première audience d'appel est prévue le 25 octobre 2018.  Le 11 janvier 2022, la cour de cassation égyptienne confirme la déclaration de culpabilité d'Amal Fathy et la condamne à un an de prison. 
Les femmes égyptiennes sont particulièrement vulnérables à la violence dans l'espace public : 99,3 % des femmes et des filles ont signalé avoir subi une forme de harcèlement sexuel et d'agression sexuelle au cours de leur vie.

## Distinctions
Amal Fathy a reçu en 2019 le prix Bruno-Kreisky,.